# Teenage Mutant Ninja Turtles & Other Strangeness
Teenage Mutant Ninja Turtles & Other Strangeness is een RPG gebaseerd op Kevin Eastman en Peter Laird's Teenage Mutant Ninja Turtles stripserie. Het spel werd al gelicenceerd voordat de populariteit van de Turtles echt begon te stijgen, en werd uitgebracht door Palladium Books in 1985. Het spel maakte gebruik van de originele strips en tekeningen van Eastman en Laird. Het regelsysteem was gelijk aan Palladium's Megaversal systeem. Een kleine sectie regels zat bij de tweede editie van Heroes Unlimited.

## Personages
Schildpadden en ratten waren niet de enige opties voor gemuteerde dieren. In plaats daarvan bevatte het spel een grote lijst van dieren die konden worden gemuteerd met grote variatiemogelijkheden (intelligentie, menselijk uiterlijk, tweebenig enz.) Sommige dieren boden toegang tot verschillende variaties en regels voor de creatie van nog meer dieren. Sommige personages hadden toegang tot psionische krachten en kwamen van verschillende bronnen (natuurlijke mutatie of door mensen gemaakte mutanten).
De gemuteerde dieren leefden in onze moderne wereld.

## Campaigns
Het originele TMNT spel hield zich aan het fictieve universum uit de strips, waaronder de statistieken voor de Turtles, Shredder en andere personages uit de eerste strips. Echter, latere uitbreidingen waren geheel onafhankelijk van het TMNT universum en bevatten ook gloednieuwe personages.
De eerste animatieserie en de live-action films, die grote veranderingen aanbrachten in het TMNT universum ten opzichte van de oude stripreeks, hadden een negatieve invloed op de populariteit van het rollenspel. In een interview zij Kervin Siembieda dat de televisieserie en de films de Turtles zo “kinderlijk” lieten overkomen dat niemand nog het rollenspel wilde spelen. De verkoop stortte in van 50.000 exemplaren per jaar naar 12.000, en het jaar erop zelfs naar 6.000
Het TMTN spel kreeg later een spin-off die zich afspeelde in een post-apocalyptische toekomst waarin de Aarde voornamelijk bewoond werd door gemuteerde dieren. Dit spel heette After The Bomb.
Ondanks dat de tweede animatieserie die in 2003 uitkwam veel meer leek op de originele stripreeks, werd het TMNT rollenspel geen nieuw leven ingeblazen.
Palladium produceert nog altijd After The Bomb materiaal. Mogelijk dat het succes van de film TMNT en andere factoren het bedrijf doen besluiten toch weer een TMNT rollenspel uit te brengen.

## Ondersteuningen
- After The Bomb (1986)
- Road Hogs (1986)
- Teenage Mutant Ninja Turtles Adventures (1986)
- Teenage Mutant Ninja Turtles Guide to the Universe (1987)
- Mutants Down Under (1988)
- Transdimensional Teenage Mutant Ninja Turtles (1989)
- Truckin' Turtles (1989)
- Mutants of the Yucatan (1990)
- Turtles Go Hollywood (1990)
- Mutants in Avalon (1991)
- Mutants in Orbit (1994)